# Gara București Triaj
Gara București Triaj este o stație de cale ferată care deservește municipiul București, România.